# Johann Rosenmüller
Johann Rosenmüller, född omkring 1620 i Vogtland, död (begraven den 12 september) 1684, var en tysk barocktonsättare.
Rosenmüller, som vid sin död efter växlande öden var hovkapellmästare i Wolfenbüttel, var en av sin tids mest betydande instrumentalkompositörer. Han skrev bland annat Paduanen, Allemanden, Couranten, Balletten, Sarabanden (för tre stämmor med basso continuo, 1645) och 3-8-satsiga danssviter för stråkinstrument (Studentenmusik, 1654; Il Sonate da camera, 2:a upplagan 1670, de senare ånyo utgivna i 18:e bandet av "Denkmäler deutscher Tonkunst").